# Sengés
Sengés est une municipalité brésilienne située dans l'État du Paraná.